# Abengourou (underprefektur)
Abengourou är en underprefektur i Elfenbenskusten. Den ligger i departementet med samma namn, i den sydöstra delen av landet, 210 km öster om huvudstaden Yamoussoukro.